# Lysistrata
Pour les articles homonymes, voir Lysistrata (homonymie).
Lysistrata (en grec ancien : Λυσιστράτη / Lusistrátê, littéralement « celle qui licencie l'armée », de λύω / lúô, « délier, libérer, congédier » et στρατός / stratós, « l'armée ») est une comédie grecque antique d'Aristophane écrite en 411 av. J.-C..
À différentes reprises, Aristophane met en scène dans ses pièces des femmes qui se révoltent contre la domination des hommes et prennent le pouvoir, ce qui entraîne des allusions, plus ou moins explicites, aux Amazones. Plusieurs situations montrent la volonté d'inverser les rôles dans une société qui proclame que « La guerre est l'affaire des hommes et la maison, celle des femmes. » Plus précisément, dans cette comédie, Aristophane appelle une nouvelle fois à la paix : bien décidées à  ce que leurs maris mettent fin à la guerre, les femmes de Grèce lancent une grève du sexe, à laquelle elles ne mettront fin que lorsque le conflit sera terminé. 
Comme souvent chez Aristophane, Lysistrata est une pièce dans laquelle le comique de mots est très présent : on y trouve de nombreux jeux de mots vulgaires, de références à la sexualité et de néologismes[réf. souhaitée].

## Genèse et argument  de la pièce

### Genèse
La pièce a été créée en 411 av. J.-C. dans la cité d'Athènes, lors des Dionysies ou d'autres festivités moins importantes consacrées à Dionysos, les Lénéennes. Une autre comédie d'Aristophane, Les Thesmophories, est créée la même année, et il est difficile de savoir laquelle a été jouée dans quel événement.

### Argument
Dans Lysistrata, Aristophane imagine pour les femmes un mot d’ordre efficace : « Pour arrêter la guerre, refusez-vous à vos maris. »
Alors qu'Athènes et Sparte sont en guerre, Lysistrata, une belle Athénienne, aussi rusée qu'audacieuse, convainc les femmes d'Athènes — Calonice, Myrrhine, Lampito — ainsi que celles de toutes les cités grecques, de déclencher et de poursuivre une grève du sexe, jusqu'à ce que les hommes reviennent à la raison et cessent le combat.

## Analyse
(avril 2020).
- Si vous ne connaissez pas le sujet, laissez ce bandeau (vous pouvez alors contacter les auteurs).
- Si vous supprimez le contenu mis en cause (vous pouvez préalablement contacter les auteurs),

argumentez précisément cette suppression dans la page de discussion
(un manque de référence n'est pas un argument ; une recherche réelle de référence doit avoir été effectuée, être formellement documentée).
La pièce montre le rôle que les femmes peuvent avoir dans la société et la façon de faire de la politique, mais aussi le rôle qu’elles ne jouent pas car leurs avis sont ignorés. Toutes les questions politiques sont considérées uniquement du point de vue des hommes[C'est-à-dire ?]. Voir notamment les dialogues entre Lysistrata et le Magistrat qui vient tenter d’intimider les femmes et les empêcher de réaliser leurs plans[C'est-à-dire ?].
Aristophane se plaît ici à mêler les conflits de l’État aux détails les plus intimes de la vie quotidienne, résolvant une crise politique des plus graves par la comédie la plus licencieuse, et usant avec bonheur de tous les clichés de la guerre des sexes[non neutre].
Aristophane, à plusieurs reprises, met en scène dans ses pièces des femmes qui se révoltent contre la domination des hommes, et prennent le pouvoir, ce qui entraîne des allusions, plus ou moins explicites, aux Amazones[réf. souhaitée]. Plusieurs situations montrent cette volonté d'inverser les rôles dans une société qui proclame que la guerre est l'affaire des hommes et la maison, celle des femmes. L'Assemblée des femmes (créée en 392 av. J.-C.) est une autre pièce d'Aristophane qui traite de la révolution des femmes. Dans celle-ci, elles décident, après avoir pris le pouvoir, de faire tout le contraire de ce que font les hommes. Aristophane a aussi écrit Les Thesmophories (412 av. J.-C.) où les femmes organisent une véritable assemblée et prennent des décrets.
L'ensemble du texte de Lysistrata devait éveiller dans l'esprit des spectateurs l'image des Amazones. En effet, dans cette pièce, les femmes prennent l'Acropole, ce que les Amazones ont tenté de faire sans succès dans la mythologie grecque.
On peut considérer que pour Aristophane, ce gouvernement des femmes est une forme d'utopie, incarnant son rêve de paix et de bonheur, inventant la paix perpétuelle et une forme de vie communautaire
Mais cette analyse de la pièce et plus généralement de la position de l'auteur par rapport à la place des femmes dans la société est sujette à débat. On peut au contraire lire dans son œuvre une façon détournée, voire « perverse », mais également pétrie de contradictions, d'attaquer les femmes et de les renvoyer à une nature dionysiaque, qu'il faut domestiquer. Dans Lysistrata, Aristophane se servirait des femmes pour défendre la cause de la paix auprès des hommes tout en les faisant rire, via ce « monde à l'envers » où le poids de l'autorité masculine sera finalement rétabli : il « donne la parole aux femmes non pas parce qu'il est un féministe avant l'heure, mais pour montrer que les hommes, les responsables du destin de la cité, ne semblent plus en mesure d'assurer son salut ». Dans le même ordre de retournement des valeurs, les femmes y seraient le prétexte à discréditer Euripide, favorable aux femmes, en l'accusant d'une misogynie qui appartient en fait à Aristophane.

## L'œuvre après l'Antiquité

### Traductions
On trouvera plus bas, dans la rubrique « Bibliographie », les principales traductions en français parues aux XXe et XXIe siècles.

### Mises en scène modernes

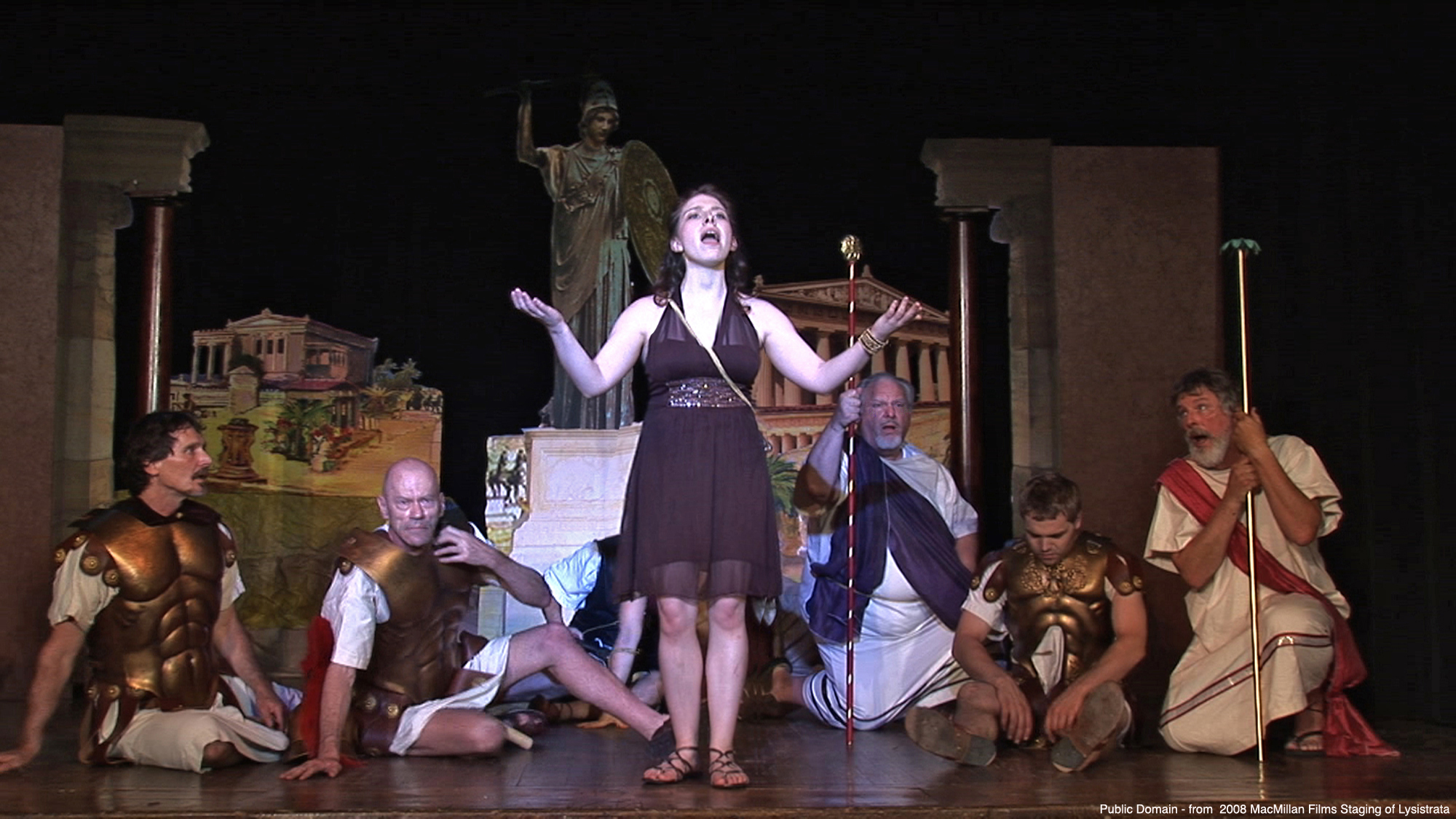
Lysistrata dans une mise en scène de James Thomas à New York en 2008.

En 1957, Mános Hadjidákis compose la partition d'une mise en scène de la pièce en grec.
Cette pièce a été reprise début 2011 par Raymond Acquaviva et une troupe d'une vingtaine de jeunes comédiens. Ils sont pour la plupart issus des Ateliers du Sudden comme Catherine Vranken dans le rôle de Lysistrata ou encore Pierre Bechet dans le rôle du ministre. Elle est présentée sous la forme humoristique d'une comédie musicale.
Serge Valletti propose en 2012 une adaptation de la pièce sous le titre La Stratégie d'Alice, mis en scène par Emmanuel Daumas aux Nuits de Fourvière, à Lyon en 2016.[pas clair]

#### Adaptations
En 1969, une adaptation de la pièce par l'auteur Michel Tremblay et le metteur en scène André Brassard fut créée à Ottawa (Canada) avec la comédienne Louisette Dussault dans le rôle-titre. La guerre du Péloponnèse, qui est un élément important dans la pièce, fait écho à la guerre du Viêt Nam contemporaine. La pièce est expurgée de son humour scatologique ou sexuel, afin d'être plus accessible au grand public.
En 1983, le cinéaste turc Kartal Tibet (en) réalise une comédie nommée Şalvar Davası (en) (« L'Affaire du Caleçon ») qui s'inspire de la pièce d'Aristophane. Le film retrace l'histoire d'un groupe de villageoises qui, sous l'égide de l'héroïne, une femme émancipée, récemment revenue dans son village natal, entame la grève du sexe pour lutter contre la domination masculine. Les villageoises se replient dans la maison de l'héroïne et se refusent à leurs époux respectifs jusqu'à l'exécution de leurs revendications. Leur résistance et leur retrait de toutes les activités quotidiennes déstabilisent la vie de cette communauté rurale et confronte les hommes aux thèmes de la cause féminine.[réf. souhaitée]
L'auteur suédois Henning Mankell a également adapté Lysistrata à Maputo, au Mozambique, en 1992, alors que la guerre faisait encore rage : « Nous faisions une adaptation de Lysistrata. Le côté grec avait été gommé, mais le cœur de l'histoire, une grève de l'amour entreprise par les femmes pour contraindre leurs hommes à conclure la paix, était aussi actuel qu'il l'était il y a plus de deux mille ans, quand Aristophane avait écrit cette pièce géniale ».
Lysistrata Jones (en), créée en 2011 à Broadway, est une comédie musicale autour du basket-ball, dont le texte a été écrit par Douglas Carter Bean (en) et les musiques par Lewis Flinn. Les thèmes de la pièce d'Aristophane sont conservés. La comédie raconte l'histoire d'une équipe de basket-ball à l’université : les petites amies des joueurs en viennent à refuser d'avoir des relations sexuelles avec eux. Après de premières représentations par la compagnie de théâtre Transport Group dans le cadre de l'Off-Broadway bien reçues par la critique, le spectacle a été monté à Broadway en décembre 2011 puis joué jusqu'en janvier 2012[réf. souhaitée]. Cette œuvre se veut une transposition de l'intrigue dans le monde contemporain, actualisant la mise en scène, les décors, le cadre spatial, les intonations et les répliques des personnages.

### Adaptations dans d'autres arts
Arts graphiques
- En 1896, Aubrey Beardsley publie sous le titre Lysistrata une série de dessins érotiques (en édition privée ; réédité en 1926 à Londres ou à Paris)[10].
- En 1932, André Collot illustre la pièce (20 eaux fortes) pour l'éditeur Le Vasseur et Cie.
- En 1934, Pablo Picasso illustre la pièce sous la commande de l'éditeur suisse Albert Skira. Le livre original, tiré à 1 500 exemplaires, est très recherché par les collectionneurs[11].
- En 1987, l'auteur allemand de bandes dessinées Ralf König réalise une « adaptation assez libre d'une comédie d'Aristophane » selon ses termes, incluant un groupe d'hommes homosexuels. En partie inspiré par le travail de Picasso[réf. souhaitée], cet album est publié en France par la maison d'édition Glénat.

Cinéma
- En 1910, Louis Feuillade réalise le film muet Lysistrata ou la Grève des baisers.
- En 1947, le réalisateur autrichien Alfred Stöger adapte la pièce sous le titre Triumph der Liebe (Grève d'amour, en français). Judith Holzmeister tient le rôle de Lysistrata.
- En 1954, le réalisateur français Christian-Jaque signe le sketch Lysistrata, un des trois qui composent le long-métrage Destinées.
- En 1955, le réalisateur américain George Marshall adapte la pièce sous le titre The Second Greatest Sex (Grève d'amour, en français). Jeanne Crain interprète le personnage principal qui se nomme Liza McClure.
- En 1968, la réalisatrice suédoise Mai Zetterling met en scène dans Les Filles (Flickorna) les répétitions et les représentations de cette pièce d'Aristophane dans plusieurs villes de Suède. Trois des comédiennes qui l'interprètent s'interrogent sur l'étroitesse de leur propre condition et prônent la nécessité d'une lutte féministe.
- En 2002, le réalisateur espagnol Francesc Bellmunt (en) adapte la bande dessinée de Ralf König au cinéma sous le titre Lisístrata par le réalisateur espagnol Francesc Bellmunt (en) en 2002.
- Le film La Source des femmes de Radu Mihaileanu évoque un village dans lequel les femmes entreprennent une grève du sexe pour protester contre le fait que les hommes ne participent pas à la corvée d'eau pour le village.
- En 2015, Spike Lee réalise le film Chi-Raq qui est une adaptation moderne de la pièce dans la banlieue de Chicago.

Télévision
- En 1961, le réalisateur allemand Fritz Kortner adapte la pièce dans un téléfilm Lysistrata se déroulant partiellement dans les années 1960 et dans l'Antiquité. Il s'agit d'un des premiers rôles de Romy Schneider qui joue Myrrhiné dans l'antiquité et Uschi Hellwig dans les années 60.
- Une série télévisée érotique, la Série rose, a adapté la pièce dans La Grève de l'amour en 1991.

Musique
- Le groupe de black metal grec Eldingar publie en 2024 son deuxième album intitulé Lysistrata[12]